# Ergo Pro

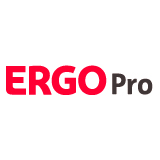
ERGO Pro Logo

Ergo Pro (Eigenschreibweise ERGO Pro) ist eine Vertriebsorganisation der Ergo Beratung und Vertrieb AG, die wiederum zur Ergo Group AG gehört.
Die Ergo Beratung und Vertrieb AG ist bei der Industrie- und Handelskammer zu Düsseldorf gemäß der EU-Versicherungsvermittlerrichtlinie 2002/92/EG als Versicherungsvertreter registriert.

## Name und Geschichte
| Organisations- und Vertriebsdirektoren |
| -------------------------------------- |
| 1973–1976: Werner Kunkler              |
| 1976–1987: Hagen Ulrich Hahn           |
| 1987–1990: Herbert Rothfuß             |
| 1990–1994: Hartmut Paul                |
| 1994–1996: Willi Uszko                 |
| 1997–1998: Dietmar Schott              |
| 1999–2007: Kai Lange                   |
| 2007–2012: Ludger Griese               |
| 2012–2016: Rudi Ryckaert               |
| 2016–: Marc Jacobi                     |

Logo der ehemaligen HMI

Ergo Pro wurde 1973 von der damaligen Hamburg-Mannheimer als HMI-Organisation (HMI) gegründet und vertrieb zunächst ausschließlich fondsgebundene Lebensversicherungen als Kapitalanlage und Steuersparmodell. Erster Direktor der HMI wurde am 22. März 1973 Werner Kunkler. 1984 wird der Agenturvertrieb gegründet, um Neukunden rundum betreuen zu können.
Seit dem 1. Juli 2010 steht HMI nur noch als eigenständiges Markenzeichen und Vertriebsorganisation der Ergo-Versicherungsgruppe.
Zum 27. Januar 2012 wurde der Name auf Ergo Pro (offiziell ERGO Pro) geändert.

## Vertriebsmodell
Die Ergo Pro war bis zum 31. Dezember 2016 in zwei Bereiche aufgeteilt:
- Strukturvertrieb
- Agenturvertrieb

Alle Vertriebspartner der Ergo Pro sind ausschließlich selbstständige Handelsvertreter nach § 84 HGB. Agenturen der ERGO Pro trugen früher die Marke Hamburg-Mannheimer an ihren Büros, heute tragen sie die Marke ERGO.
Der Ergo Pro-Strukturvertrieb konzentriert sich auf die Gewinnung von Neukunden und Unternehmern. Den Schwerpunkt des Ergo Pro-Agenturvertriebes bildete die Betreuung von Neu- und Bestandskunden.
Der Agenturvertrieb wurde zum 1. Januar 2017 in den Ergo Vertrieb der AO (Ausschließlichkeitsorganisation) integriert.

### Strukturvertrieb / Unternehmernetzwerk
Die Vermittlungsleistung erbringt der ERGO Pro-Vertriebspartner innerhalb eines sog. Strukturvertriebes, d. h., er wird anteilig an der erwirtschafteten Provision vergütet. Ein ERGO Pro-Einsteiger erhält demnach für seine Vermittlungen etwa ein Viertel der Vermittlungsprovision, welche sich mit Erreichen weiterer Karrierestufen entsprechend erhöht. Den restlichen Anteil der Vergütung verteilt die Organisation an Vertriebspartner oberhalb der Karrierestufe des Vermittlers für Führungsarbeit nach einem genau festgelegten Karriereplan.

## Vermittler

### Rechtsstellung
Die Vermittler sind ausschließlich selbständige Einfirmenvertreter ohne Abschlussvollmacht im Sinne des Handelsvertreterrechts (§ 84 bis § 92 HGB). Die, wie die kaufmännisch korrekte Bezeichnung lautet, Aufforderungen zur Abgabe eines Angebotes (Versicherungsanträge) der potenziellen Kunden werden vom Vermittler der Ergo Pro angeboten. Dieser gibt sie der Ergo weiter, wo in der Regel der Versicherungsschein für den Kunden und damit die Leistungszusage ausgestellt wird.
Demgegenüber warb das Unternehmen früher im Mitarbeiter-Recruting öffentlich mit dem Franchising-Begriff, welcher dem potentiellen Mitarbeiter eine Unabhängigkeit im Kundengeschäft suggerierte, die ein Einfirmenvertreter ohne Abschlussvollmacht nicht vollständig hat.
Dieser Franchisebegriff steht in Fachkreisen für die selbständige Übernahme eines Geschäftskonzeptes zur Handlung im eigenen Namen und auf eigene Rechnung. Die Ergo Pro-Vermittler verpflichten sich jedoch, ausschließlich Produkte der Ergo-Gruppe im Namen des Versicherers zur Vermittlung anzuwerben. Allerdings wird den Vermittlern inzwischen die Möglichkeit gegeben, auch Produkte anderer Versicherungsgesellschaften über eine Kooperationsvereinbarung anzubieten.
Ab Juli 2010 hat Fußballtrainer Jürgen Klopp als Botschafter für die HMI-Organisation geworben und sollte in diesem Zusammenhang auch die Rekrutierung neuer HMI-Vertriebspartner unterstützen. Einige Tage nach Bekanntwerden der Budapester Sex-Party-Affäre wurde dieser Vertrag beendet.

### Qualifikation
Gemäß der EU-Richtlinie 2002/92/EG über Versicherungsvermittlung und der Beschlussempfehlung zum Bericht des Ausschusses für Wirtschaft und Technologie (9. Ausschuss) zur Neuregelung des Versicherungsvermittlerrechts vom 25. Oktober 2006 wurde ab dem 22. Mai 2007 vorgeschrieben, dass Versicherungsvermittler eine geeignete Sachkundeprüfung zum Angebot derartiger Leistungen nachweisen müssen.
Die Ergo Pro stellt Bildungspakete zur qualitativen Ausbildung bereit. Es werden zudem überregionale Ausbildungsblöcke geboten, an denen jeder neue Vermittler teilnehmen kann, um seine Sachkundeprüfung abzulegen. Für diese Grundausbildung hat der neue Mitarbeiter max. 6 Monate Zeit. Sollte nach Ablauf dieser Zeit die Prüfung nicht bestanden sein, wird der Mitarbeitervertrag aufgehoben. Nach der Sachkundeprüfung folgt eine weitere interne und zeitgleich eine externe Ausbildung. Zudem sind Mitarbeiter verpflichtet jeweils in Zeiträumen von 5 Jahren eine bestimmte Anzahl von Weiterbildungsseminaren zur Förderung von Fachwissen, Führungskompetenz und Compliance-Richtlinien zu besuchen.
Auszug aus den Seminarreihen:
- Verkaufsförderungsseminar
- Referentenausbildung
- Rekrutierungsseminar
- Führungsseminare

### Haftung
Ein Versicherungsvertreter ist Geschäftsbesorger der Versicherung und steht damit auch haftungs- und vertragsrechtlich auf der Seite der Versicherung. Fehler des Versicherungsagenten werden damit aufgrund der sogenannten Auge-und-Ohr-Doktrin dem Versicherungsunternehmen und nicht dem Vermittler zugerechnet (§ 278 BGB), wodurch der Vermittler, anders als ein Makler, auch juristisch keine eigene Berufshaftpflichtversicherung (Vermögensschadenhaftpflichtversicherung) benötigt. Ungeachtet dessen bestehen zivil- und strafrechtliche Haftungsrisiken des Vermittlers für sein Handeln unmittelbar für ihn weiter.

## Kritik

### Allgemeines
Da die Ergo-Pro ein Strukturvertrieb ist, finden hier auch allgemein die Kritikpunkte des Strukturvertriebs Anwendung.
Ergo Pro-Vertriebspartner erwirtschaften – je nach Karrierestufe – zum Teil eine direkte Provision, entsprechend den Abschlusssummen, der von ihm vermittelten Verträge. Mitarbeiter in höheren Vertriebsstufen erhalten anteilige Provisionen der Umsätze untergeordneter Vertriebsstrukturen. Im April 2015 äußerte sich Vertriebswegemanager Andreas Lang zum Thema der realistischen Einkommenschancen im Strukturvertrieb als solchem und bei der Ergo Pro. Demnach sei „im Strukturvertrieb kein schnelles Geld zu verdienen“. Dies deckt sich teilweise nicht mit den Erwartungen, die bei neu geworbenen in der Vergangenheit erweckt wurden. Zudem tritt hinzu, dass die bezahlten Provisionen nicht in Gänze sofort für die Vertreter verfügbar sind. Ein Teil der Provision wird als sog. Stornoreserve zurückbehalten. Sie dient der Absicherung einer möglichen Stornohaftung für den Fall, dass der zunächst abgeschlossene Vertrag vom Versicherungsnehmer storniert wird oder aus anderen Gründen nicht bedient wird. Sollten die durch den Vertreter generierten Verträge ins Storno laufen, muss er seine Provision anteilig oder ganz zurückzahlen. Dementsprechend trägt der Vermittler so das volle Risiko. Die Stornoreserve wird erst nach einer gewissen Zeit ausbezahlt.
In einem Gutachten für den Finanzausschuss des Deutschen Bundestages stellte Hans-Peter Schwintowski von der Humboldt-Universität Berlin im Bezug auf die Ergo Pro in Frage, ob das Geschäftsmodell des Strukturvertriebes „per se“ mit den Interessen der Kunden vereinbar sei. Hier seien Maßnahmen der BaFin zu prüfen.

### Qualität von Ausbildung und Beratung
Da die Vermittler der Ergo Pro meist als Quereinsteiger keine gelernten Versicherungskaufleute sind, und Deutschland als einziges Land der EU die Vermittlung von Versicherungen bis 2007 ohne jeden Qualifikationsnachweis gestattete, wurden in den über 30 Jahren bis zum Inkrafttreten der aktuellen Versicherungsvermittlerverordnung Ergo Pro-intern entsprechend auch keine solchen Nachweise von Ergo Pro-Vermittlern verlangt. Erst nach längerer Mitarbeit wurde ein entsprechender Abschluss als Versicherungsfachmann BWV/IHK intern angeboten. Kritisiert wird indes, dass die Ausbildung der Ergo-Pro-Vermittler mangelhaft sei und diese vorrangig auf die Verkaufsschulung ausgerichtet ist. So würde eher guter Verkauf als gute Beratung vermittelt werden. Hier knüpft auch ein moralischer Kritikpunkt an: Kritisiert wird, dass durch das System vor allem enge Freunde oder Familienmitglieder als Kunden oder neue Vertriebspartner angeworben werden. Hier wird kritisiert, dass abgesehen von der Vermischung von privatem und geschäftlichem auch eine bereit existierende persönliche Bindung zwischen Verkäufer und Käufer genutzt werden könnte, um etwaige Mängel in der Beratung auszugleichen.
Aus einer Reportage des NDR-Magazins Panorama ging hervor, dass neue Vermittler teilweise dazu angehalten werden, ihre Telefon-Kontaktliste „abzutelefonieren“, um neue Vertriebspartner oder Kunden zu gewinnen. Abgesehen von der datenschutzrechtlichen Problematik könnte dies auch als illegales Cold Calling angesehen werden.

### Sex-Party-Affären
Im Mai 2011 wurde bekannt, dass die HMI-Organisation, wie die Ergo Pro früher hieß, 2007 die 100 besten Vertriebsmitarbeiter sowie hohe Manager des Unternehmens als Incentive zu einer Sex-Party nach Budapest eingeladen hatte. Die Versicherung engagierte sowohl Hostessen als auch Prostituierte und kennzeichnete die Frauen mit unterschiedlichen Armbändchen. Als erstes berichtete das Handelsblatt darüber. Die Meldung stieß in der Öffentlichkeit auf große Beachtung, vor allem aufgrund des unglücklichen zeitlichen Zusammenhangs mit einer 2010 angelaufenen großen Werbekampagne. Ergo gab an, man habe den Teilnehmern mitgeteilt, sie müssten wie bei jeder Incentive-Reise einen geldwerten Vorteil in ihren Steuererklärungen angeben.
Wegen des Skandals ließ Jürgen Klopp, der Trainer von Borussia Dortmund, seinen Werbepartner-Vertrag mit der Hamburg-Mannheimer ruhen. Er hatte Motivationsvorträge für die HMI gehalten.
Ergo gab bekannt, Kosten der Sex-Party in Höhe von 83.000 Euro seien steuerlich als Betriebsausgaben (sie vermindern Gewinn und Steuerlast) geltend gemacht worden. Es sei laut Unterlagen eine scheinbar normale Veranstaltung gewesen, die Kosten dementsprechend als Betriebsausgaben abgesetzt worden. Insgesamt hatte die Sex-Party über 333.000 Euro gekostet, die einschließlich der darin enthaltenen 40.000–50.000 Euro für Zuhälter und Prostituierte von Ergo als Betriebsabgaben abgesetzt worden waren.
Im Zuge der Ermittlungen wurde bekannt, dass nach Zeugenaussagen bereits in den 70er-Jahren im Rahmen von Führungsseminaren der HMI-Organisation am Zürichsee Prostituierte engagiert worden sein sollen. Die Kosten seien über die Position Helikopterrundflüge abgerechnet worden.
2013 veröffentlichte ein Teilnehmer der o. g. Budapestreise und langjähriger Handelsvertreter für die ERGO Pro (ein so genannter Direktionsrepräsentant s. o.) – Francisco Moraga – unter dem Titel Einfach nur die Wahrheit eine Erlebnisbeschreibung über seine 20-jährige Karriere in der Organisation Laut Moraga spendierte die Orga-Leitung auf einer Sause hochrangiger Vertriebler 5.000 Euro für einen kollektiven Bordellbesuch. Ebenso behauptet Moraga, dass die Vertriebsleitung 2010 zur Motivation der Führungskräfte der Struktur Moraga ab Stufe 4 einen Bordellbesuch auf Kosten der Ergo angeboten habe. Stattdessen habe man sich einen Trip nach Jamaika in das Swingerclub-Hotel Hedonism-II für 25.000 Euro von dem zuständigen Vorstandsmitglied genehmigen lassen. Moraga berichtet, dass – als aufgrund einer Konzernrevision die Struktur Moraga mit den 25.000 Euro rückbelastet wurde – das damals für den Vertrieb zuständige Vorstandsmitglied den Strukturleiter (also Moraga) mit 12.500 Euro in bar entschädigt habe, über deren Herkunft Ergo nichts zu wissen behauptet habe.
Reaktion des Unternehmens
Das Unternehmen richtete nach Bekanntwerden der Vorwürfe im Jahr 2011 eine Task Force zur Aufklärung mit mehr als 100 Mitarbeitern ein. Viele der im weiteren Verlauf der Affäre öffentlich kritisierten Vorfälle wurden von der Ergo-Konzernrevision selbst ans Licht gebracht. Zunächst wollte man die Revisionsberichte unter Verschluss halten, 2012 veröffentlichte das Unternehmen dann aber eine Internetseite mit den Ergebnissen der Untersuchung.
In fünf überregionalen Tageszeitungen wurde 2011 eine ganzseitige Entschuldigungsanzeige geschaltet. Darin wurden Maßnahmen versprochen, um solche Fehler in der Zukunft auszuschließen. Tatsächlich wurden in der Folge die internen Compliance-Regeln teils deutlich verschärft. Die neue Incentive-Richtlinie verbot z. B. ausdrücklich den Besuch von „Etablissement mit erotischen oder sexuellen Unterhaltungsangeboten.“
Das Unternehmen versuchte ferner, an der Reiseplanung und -organisation beteiligte Manager wegen Untreue gerichtlich zu belangen. Das Verfahren wurde von der Staatsanwaltschaft später gegen Geldauflage eingestellt.